# Rio Cobori Creek
O Rio Cobori Creek é um rio da Romênia, afluente do Mureş, localizado no distrito de Mureş.